# 9 mm Steyr

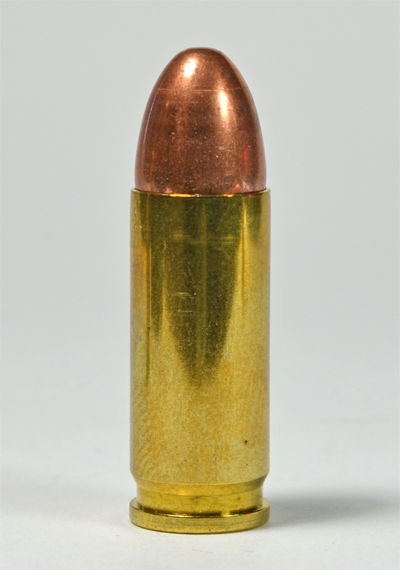
Une cartouche 9 mm Steyr.

La cartouche de 9 mm Steyr conçue pour les pistolets et pistolets mitrailleurs commercialisés par Steyr entre 1911 et 1938. Elle fut réglementaire dans les services de police et/ou armées des pays suivants : Autriche, Autriche-Hongrie,  Chili et Roumanie ; un usage limité en étant fait en Allemagne (armes saisies par la Wehrmacht) Italie, Bulgarie, Tchécoslovaquie et dans le royaume de Yougoslavie. Elle fut produite par des cartoucheries allemandes, autrichiennes et italiennes en grand nombre de 1911 à 1945. Aujourd'hui cette munition est essentiellement vendue sur le marché civil italien.

## Dimensions
- Diamètre de la balle: 8,95-9,05 mm
- Longueur de l'étui : 22,7-23,2 mm
- Longueur de la cartouche : 32,8-33,3 mm

## Balistique indicative
- Masse de la balle : 7,4-7,65 g
- Charge de poudre sans fumée : 0,39-0,42 g
- Vitesse initiale : 360-370 m/s
- Énergie initiale : 491-500 joules